# Bogusław II
Bogusław II (ur. w okr. 1178–1184, zm. 23 lub 24 stycznia 1220 lub 1221) – książę pomorski i szczeciński z dynastii Gryfitów. Syn Bogusława I i Anastazji, córki księcia wielkopolskiego Mieszka III Starego i Eudoksji. 

## Lata panowania
W chwili śmierci ojca w 1187 - Bogusław i jego młodszy brat, Kazimierz nie osiągnęli jeszcze lat sprawnych, dlatego król Danii Kanut VI ustanowił kuratora księstwa pomorskiego w osobie kasztelana szczecińskiego Warcisława Świętoborzyca, zaś opiekunem książąt uczynił Jaromara I. Jednak rzeczywiste rządy w księstwie do 1208 sprawowała ich matka, Anastazja.
Bogusław II jako wnuk po kądzieli Bolesława Krzywoustego, od początku panowania po śmierci  ojca znalazł się między młotem a kowadłem. Z jednej strony jego władzy zagrażali rosnący w siłę pod rządami Albrechta Niedźwiedzia  i jego syna Ottona II margrabiowie brandenburscy z dynastii Askańskiej. Natomiast z drugiej strony Bogusław zagrożony był przez silnych Duńczyków pod władzą Kanuta VI, a następnie Waldemara. Kampania Brandenburczyków przeciwko Duńczykom zakończyła się jednak niepowodzeniem w roku 1198. Bogusław aż do śmierci w roku 1205 Ottona pozostawał pod zwierzchnictwem Brandenburgii. Zapewne złożył kolejny hołd lenny Brandenburczykowi.
Od 1202 współrządził księstwem wespół z bratem Kazimierzem II, któremu przekazał zachodnią część ojcowizny. W tym roku także obaj bracia złożyli hołd lenny Władysławowi Laskonogiemu, księciu wielkopolskiemu i krakowskiemu.
W 1205 księstwa Pomorza Zachodniego wraz ze Szczecinem zostały zaatakowane przez Duńczyków. Książę polski, do którego zwrócił się Bogusław II, udzielił pomocy zbrojnej, lecz połączone wojska pomorsko-polskie zostały pokonane w otwartej walce (w 1205 Szczecin przejściowo został odzyskany). Duńczycy umocnili swoją pozycję na tych terenach, szczególnie po wygranej batalii z margrabiami brandenburskimi, którzy wysuwali również pretensje do zwierzchnictwa nad Pomorzem. Król niemiecki Fryderyk II uznał ich zwierzchność nad zajętymi ziemiami (1214).
W roku 1214 Bogusław II pozwolił Klasztorowi w Białobokach założyć wieś Koszalin.
W wyniku podziału księstwa w 1211 roku otrzymał dzielnicę uznamsko-szczecińską.
W 1216 Bogusław II złożył hołd królowi Danii Waldemarowi II i z jego rąk otrzymał księstwo pomorskie jako lenno. Pochowany został w kościele św. Jakuba w Szczecinie.

## Rodzina

### Małżeństwo i potomstwo
Bogusław II z małżeństwa z Mirosławą, córką Mściwoja I, księcia/namiestnika gdańskiego i Swinisławy miał troje dzieci:
- Bogusława III (ur. ?, zm. 1223) – księcia sławieńskiego?,
- Wojsławę (ur. ?, zm. 7 maja 1229) – księżniczkę pomorską,
- Barnima I Dobrego (ur. ok. 1210, zm. 13 lub 14 listopada 1278) – księcia szczecińskiego i pomorskiego[11].

### Genealogia
| Warcisław I ur. ok. 1091 zm. najp. 9 VIII 1135 | Warcisław I ur. ok. 1091 zm. najp. 9 VIII 1135 |                                           |                                           | Heila (Helena)? ur. ? zm. 1128 | Heila (Helena)? ur. ? zm. 1128 |  |  | Mieszko III Stary ur. 1122/1125 zm. 13/14 III 1202 | Mieszko III Stary ur. 1122/1125 zm. 13/14 III 1202 |                                                       |                                                       | Eudoksja ur. ? zm. najwcz. 1187 | Eudoksja ur. ? zm. najwcz. 1187 |
|                                                |                                                |                                           |                                           |                                |                                |  |  |                                                    |                                                    |                                                       |                                                       |                                 |                                 |
|                                                |                                                |                                           |                                           |                                |                                |  |  |                                                    |                                                    |                                                       |                                                       |                                 |                                 |
|                                                |                                                | Bogusław I ur. najp. 1127 zm. 18 III 1187 | Bogusław I ur. najp. 1127 zm. 18 III 1187 |                                |                                |  |  |                                                    |                                                    | Anastazja Mieszkówna ur. prawd. 1164 zm. po 31 V 1240 | Anastazja Mieszkówna ur. prawd. 1164 zm. po 31 V 1240 |                                 |                                 |
|                                                |                                                |                                           |                                           |                                |                                |  |  |                                                    |                                                    |                                                       |                                                       |                                 |                                 |
|                                                |                                                |                                           |                                           |                                |                                |  |  |                                                    |                                                    |                                                       |                                                       |                                 |                                 |
|                                                |                                                |                                           |                                           |                                |                                |  |  |                                                    |                                                    |                                                       |                                                       |                                 |                                 |

|                                                        |                                                        | Mirosława ur. w okr. 1190–1195 zm. p. przed 2 II 1237 OO zap. 1210 | Mirosława ur. w okr. 1190–1195 zm. p. przed 2 II 1237 OO zap. 1210 | Bogusław II (ur. w okr. 1178–1184 zm. 23 lub 24 I 1220 lub 1221) | Bogusław II (ur. w okr. 1178–1184 zm. 23 lub 24 I 1220 lub 1221) |  |  |  |  |
|                                                        |                                                        |                                                                    |                                                                    |                                                                  |                                                                  |  |  |  |  |
|                                                        |                                                        |                                                                    |                                                                    |                                                                  |                                                                  |  |  |  |  |
|                                                        |                                                        |                                                                    |                                                                    |                                                                  |                                                                  |  |  |  |  |
| Barnim I Dobry ur. zap. ok. 1210 zm. 13 lub 14 XI 1278 | Barnim I Dobry ur. zap. ok. 1210 zm. 13 lub 14 XI 1278 | Wojsława ur. ? zm. 7 V 1229                                        | Wojsława ur. ? zm. 7 V 1229                                        | Bogusław III ur. ? zm. 1223                                      | Bogusław III ur. ? zm. 1223                                      |  |  |  |  |

### Opracowania
- Dopierała B., Polskie losy Pomorza Zachodniego, Poznań 1970.
- Kazimierz Kozłowski, Jerzy Podralski, Gryfici. Książęta Pomorza Zachodniego, Szczecin: Krajowa Agencja Wydawnicza, 1985, ISBN 83-03-00530-8, OCLC 189424372. Brak numerów stron w książce
- Edward Rymar, Rodowód książąt pomorskich, Szczecin: Książnica Pomorska im. Stanisława Staszica, 2005, ISBN 83-87879-50-9, OCLC 69296056. Brak numerów stron w książce
- Szymański J.W., Książęcy ród Gryfitów, Goleniów – Kielce 2006, ISBN 83-7273-224-8.

### Opracowania online
- Häckermann A., Bogislav II., Herzog von Pommern (niem.) [w:] NDB, ADB Deutsche Biographie (niem.), [dostęp 2012-02-24].
- Madsen U., Bogislaw II. Herzog von Slawien (niem.), [dostęp 2012-02-24].

### Literatura dodatkowa (opracowania)
- Koczy L., Bogusław II [w:] Polski Słownik Biograficzny, T. 2, Polska Akademia Umiejętności – Skład Główny w Księgarniach Gebethnera i Wolffa, Kraków 1936, s. 204, reprint: Zakład Narodowy im. Ossolińskich, Kraków 1989, ISBN 83-04-03291-0.